# St. Jakobus (Feldbach)

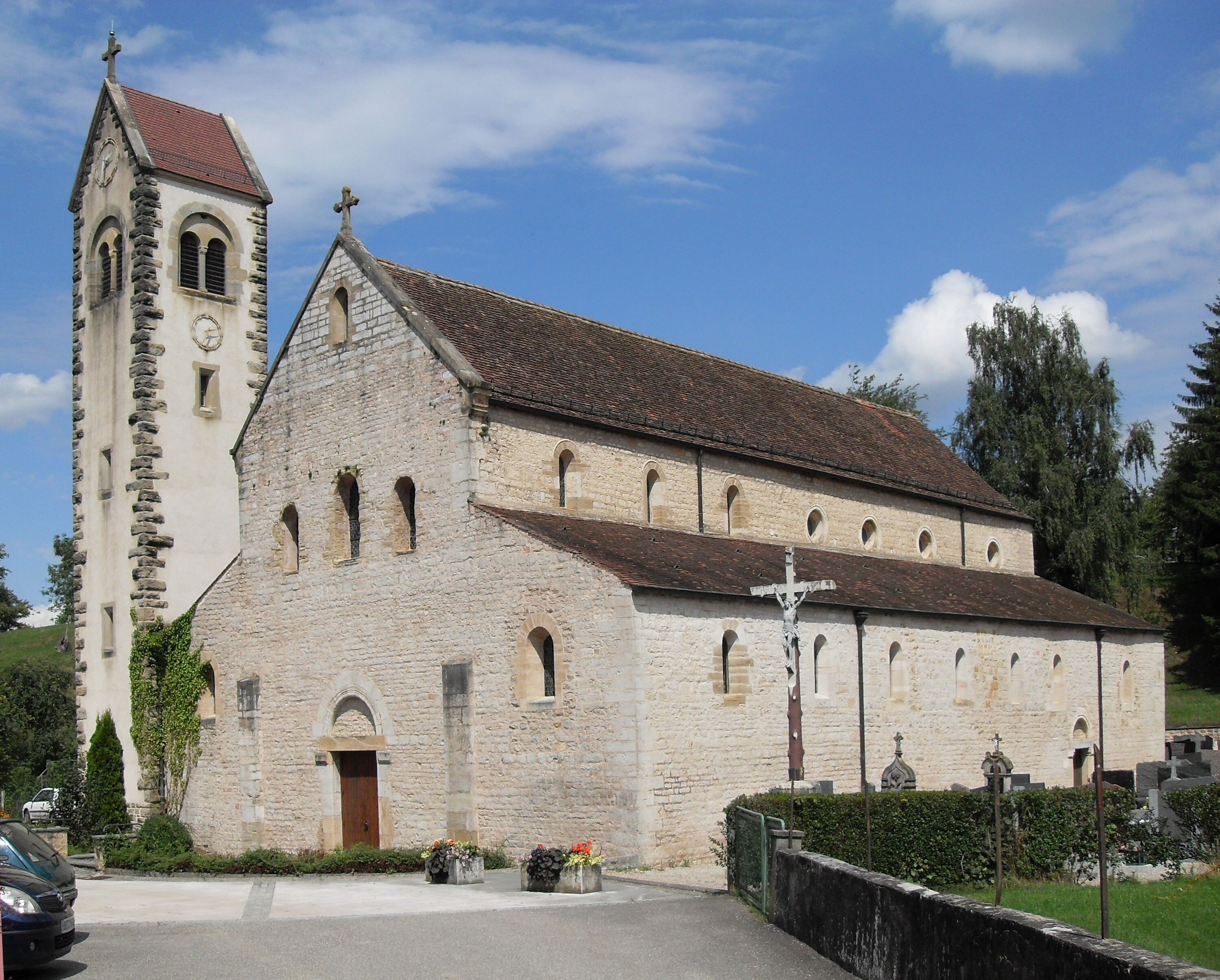
Außenansicht von Südwesten

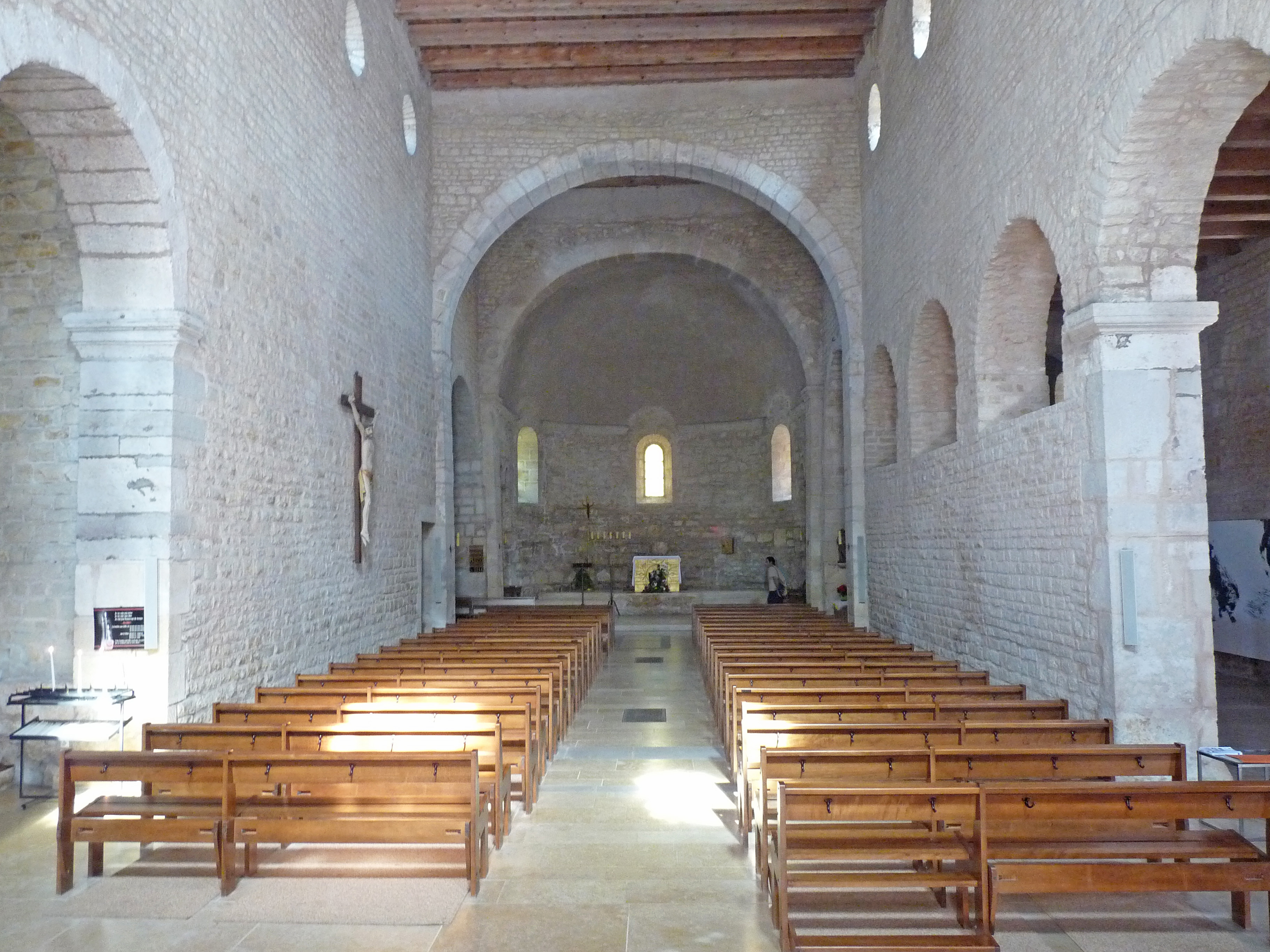
Innenansicht

Die Kirche St. Jakobus (französisch Église Saint-Jacques-le-Majeur) ist ein romanischer Bau aus dem 12. Jahrhundert in der Gemeinde Feldbach im Sundgau, Frankreich. Die dem heiligen Jakobus geweihte Kirche gehörte zu einem cluniazensischen Priorat, das 1145 von Friedrich I. von Pfirt gegründet wurde.
Die Nonnen verließen die Abtei bereits im 16. Jahrhundert während der Zeit der Bauernkriege.

## Beschreibung
Die Kirche hat drei Schiffe. Der Chor besteht aus einer Hauptapsis und zwei Nebenapsiden, die sich in der Verlängerung von Mittelschiff und Seitenschiffen befinden. Als Baumaterial wurde Kalkstein aus dem Sundgau verwendet.
Die Folge der Fensteröffnungen – kreisförmige Fenster (Okuli) und Rundbogenfenster – gibt an der Außenseite der Kirche die ursprüngliche Aufteilung des Innenraumes wieder. Der für die Nonnen bestimmte Gebäudeteil war durch eine Zwischenwand vom Teil für die Besucher getrennt.
Spätestens als 1814 der Fußboden der Kirche erhöht wurde, verschwanden die letzten Reste der Gruft der Pfirter Grafen. Dort waren ehemals 13 von ihnen begraben gewesen. Der außerhalb angelegte Glockenturm ist ein Anbau aus dem Jahr 1910 in neuromanischem Stil. Auf dem Gelände des Glockenturms und in der unmittelbaren Umgebung nördlich der Kirche standen ursprünglich Klostergebäude, die heute nicht mehr vorhanden sind. Die Kirche wurde 1977 umfassend saniert und weitgehend in ihren Originalzustand gebracht.
Die Kirche ist seit 1898 als Baudenkmal (Monument historique) klassifiziert.

## Ausstattung

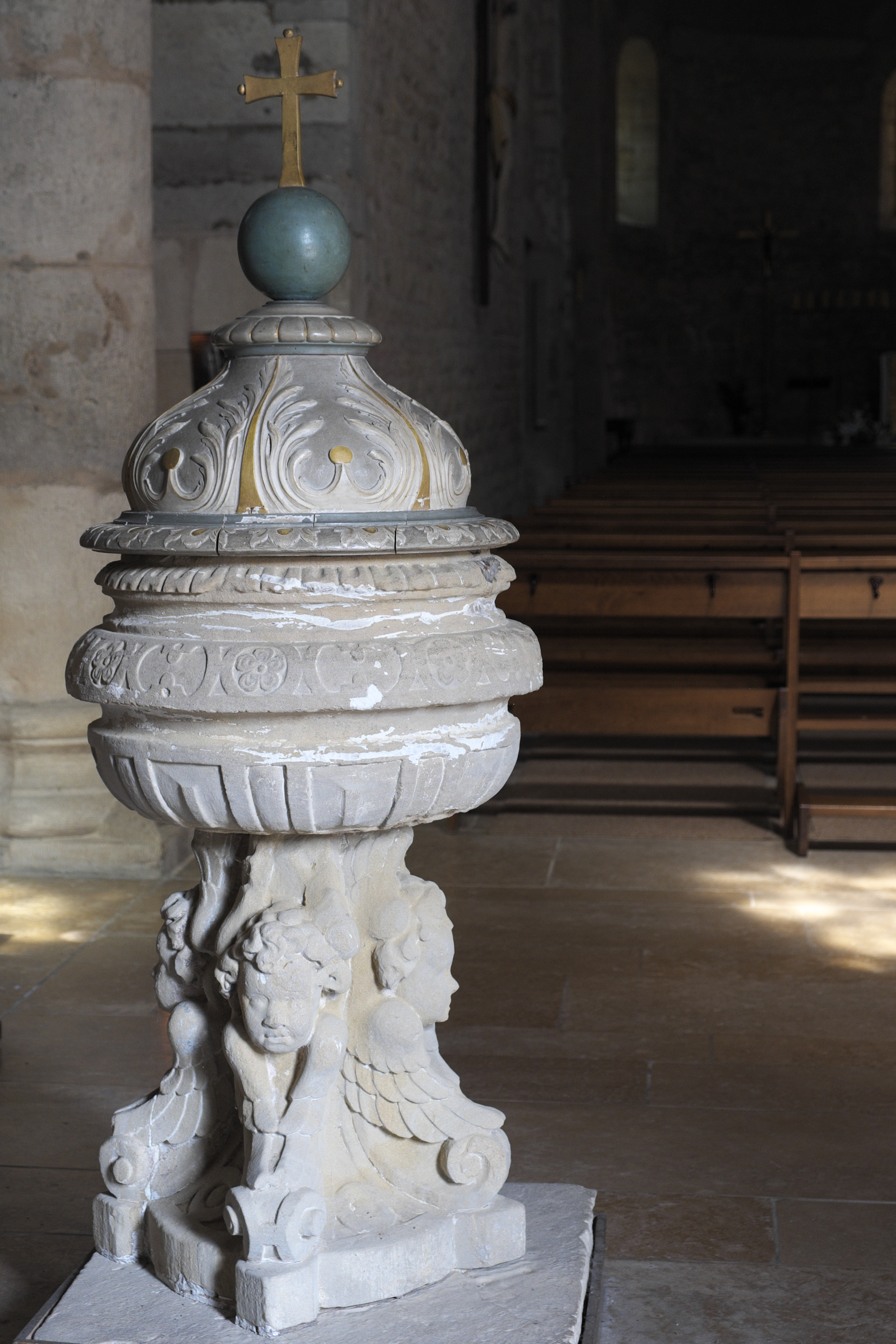
Das Taufbecken

Das barocke Taufbecken aus Stein mit einer Abdeckung aus Holz steht auf einem Sockel mit vier Engelsköpfen. Das runde Becken aus dem 17. Jahrhundert ist mit einem Fries aus Blumenmotiven verziert und in der Wölbung godroniert. Im Jahr 1982 wurde es als Monument historique klassifiziert.

## Belege
1. ↑  Theobald Walter: Die Grabschriften des Bezirkes Oberelsaß von den ältesten Zeiten bis 1820, Verlag der J. Boltzeschen Buchhandlung, Gebweiler 1904, S. 37, archive.org
2. ↑  Informationen stammen von einer vor der Kirche aufgestellten Schautafel
3. ↑  Eintrag in der Base Mérimée des Kulturministeriums. Abgerufen am 6. Januar 2014 (französisch).
4. ↑  Fonts baptismaux in der Base Palissy des französischen Kulturministeriums (französisch)

Koordinaten: 47° 32′ 13″ N, 7° 15′ 56″ O